# Unendlich mehr
Unendlich mehr ist ein 1990 bei Intercord erschienenes Musikalbum der Gruppe Pur. Es war das erste Album der Gruppe, das sich in den Charts platzieren konnte.

## Entstehung und Veröffentlichung
Mit ihrem 1988 veröffentlichten Album Wie im Film hatte Pur erste Höreraufmerksamkeit auf sich ziehen können, so wurde die Single Funkelperlenaugen im Radio gespielt. War dieses Album noch von F. Ferdinand Förster produziert worden, begann bei Unendlich mehr die langjährige Zusammenarbeit mit Produzent Dieter Falk. Unendlich mehr gilt als der musikalische Durchbruch der Gruppe Pur. Das Schwarzweiß-Coverfoto, das die Gruppe gehend vor weißem Hintergrund zeigt, stammt von Jim Rakete.
Auf dem neuen Album griffen Pur auf die Kunstfigur Kowalski zurück, die auf Wie im Film erstmals in Erscheinung getreten war. Kowalski II persifliert den typischen Deutschen und trat in der Folge auf zahlreichen weiteren Alben der Band in Erscheinung, zuletzt auf Mächtig viel Theater 1998 mit dem Titel Kowalski 6.
Unendlich mehr wurde am 1. März 1990 veröffentlicht und erreichte am 10. September 1990 als erste Veröffentlichung der Gruppe die deutschen Album-Charts. Am 3. Oktober 1990 traten Pur mit ihrem Lied Brüder auf dem Marktplatz in Weimar auf, wobei Teile des Auftritts in der Tagesschau gezeigt wurden. Es folgten kleinere Konzerte, darunter ein Auftritt in der Festhalle Idar-Oberstein vor 100 Zuschauern sowie ein Konzert in der ausverkauften Stuttgarter Liederhalle. Bis Ende Juli 1991 hatte sich Unendlich mehr mehr als 150.000 Mal verkauft. EMI legte Unendlich mehr 2002 neu auf, wobei das Album um zwei Titel, darunter einen Audio-Kommentar, erweitert wurde.

## Titelliste
| Nr. | Titel                                                          | Autor(en)                  | Produzent(en) | Länge |
| --- | -------------------------------------------------------------- | -------------------------- | ------------- | ----- |
| 1   | Freunde                                                        | Hartmut Engler, Ingo Reidl | Dieter Falk   | 3:59  |
| 2   | Sag ja!                                                        | Hartmut Engler, Ingo Reidl | Dieter Falk   | 3:42  |
| 3   | Brüder (Stell dir vor)                                         | Hartmut Engler, Ingo Reidl | Dieter Falk   | 3:47  |
| 4   | Anonyme Opfer                                                  | Hartmut Engler, Ingo Reidl | Dieter Falk   | 3:54  |
| 5   | Gib uns etwas Zeit                                             | Hartmut Engler, Ingo Reidl | Dieter Falk   | 3:45  |
| 6   | Kowalski 2                                                     | Hartmut Engler, Ingo Reidl | Dieter Falk   | 2:53  |
| 7   | Alice im Wunderland – Titel nicht auf LP enthalten             | Hartmut Engler, Ingo Reidl | Dieter Falk   | 3:52  |
| 8   | Nutzlos                                                        | Hartmut Engler, Ingo Reidl | Dieter Falk   | 3:49  |
| 9   | Täglich mehr                                                   | Hartmut Engler, Ingo Reidl | Dieter Falk   | 3:30  |
| 10  | Herz für Kinder                                                | Hartmut Engler, Ingo Reidl | Dieter Falk   | 3:28  |
| 11  | Du bist mehr                                                   | Hartmut Engler, Ingo Reidl | Dieter Falk   | 4:10  |
| 12  | Das Tier                                                       | Hartmut Engler, Ingo Reidl | Dieter Falk   | 4:42  |
| 13  | Prinzessin                                                     | Hartmut Engler, Ingo Reidl | Dieter Falk   | 4:01  |
|     | 2002 Digitally Remastered Re-Release von EMI / Universal Music |                            |               |       |
| 14  | Brüder (Stell dir vor) (Maxi)                                  | Hartmut Engler, Ingo Reidl | Dieter Falk   | 5:06  |
| 15  | Unendlich mehr (Audio-Kommentar)                               |                            |               | 5:06  |

## Rezeption
Der Musikexpress konstatierte, dass Pur auf dem schmalen Grat zwischen Kitsch und Kunst balanciere, und nannte das Lied Freunde als Beispiel für eines der Lieder der Gruppe, das „Rock’n’Roll-Gefühl mit Hilfe von Schlagervokabular“ schildert. Im Vergleich der Alben Unendlich mehr und Nichts ohne Grund wurde das Nachfolgealbum von der Kritik als rockiger als Unendlich mehr eingeschätzt.

## Auszeichnungen
Für mehr als 250.000 verkaufte Einheiten erhielt Unendlich mehr 1995 eine Goldene Schallplatte.